# گریماری
گریماری (به لاتین: Grimari) یک منطقهٔ مسکونی در جمهوری آفریقای مرکزی است که در اوآکا واقع شده‌است. گریماری ۱۶٬۴۸۶ نفر جمعیت دارد و ۴۷۶ متر بالاتر از سطح دریا واقع شده‌است.